# Mayfair
Mayfair és un barri de la ciutat de Londres, pertany al districte de la Ciutat de Westminster, situat a West London. Es tracta d'un barri car i prestigiós, comercial i de serveis. S'hi situen moltes de les botigues de moda més luxoses de Londres, sent especialment famosa Bond Street. Compta amb encantadores i verdes places com Berkeley Square on es troba l'Ambaixada dels Estats Units.